# Antun Nemčić

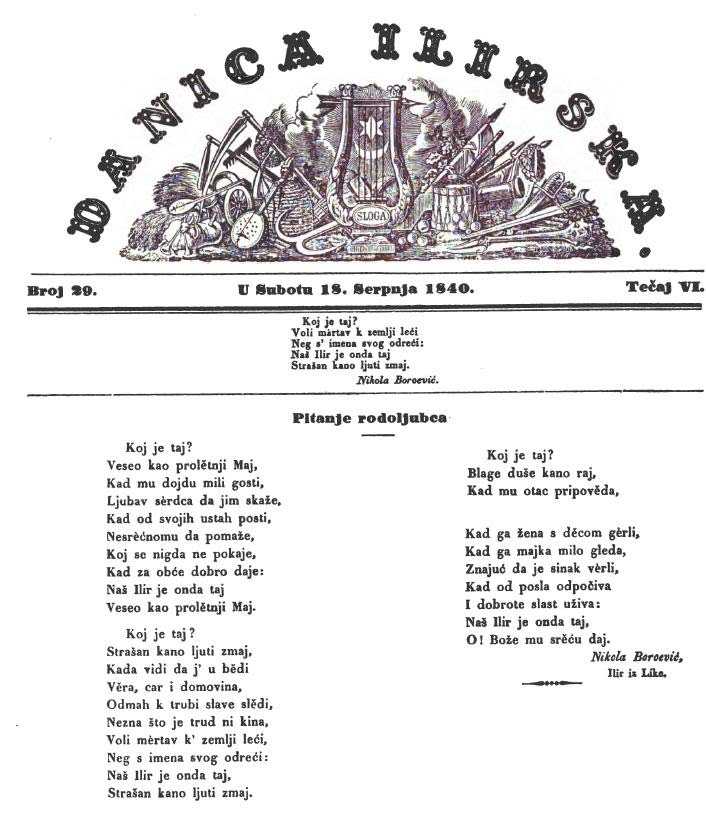
Primele sale poezii au fost publicate în Danica ilirska

Antun Nemčić Gostovinski (n. 14 ianuarie 1813, Edde, Districtul Kaposvár, județul Somogy, Ungaria – d. 5 septembrie 1849, Križevci, Cantonul Koprivnica-Križevci, Croația) a fost un scriitor croat.

## Biografie
S-a născut la Edde, Somogy. A absolvit Facultatea de Drept din Zagreb. În calitate de avocat stagiar, notar și judecător de circumscripție, el a slujit în Križevci, Osekovo, Novi Marof și Ludbreg. În 1848 a fost ales ca reprezentant al Parlamentului Croat.

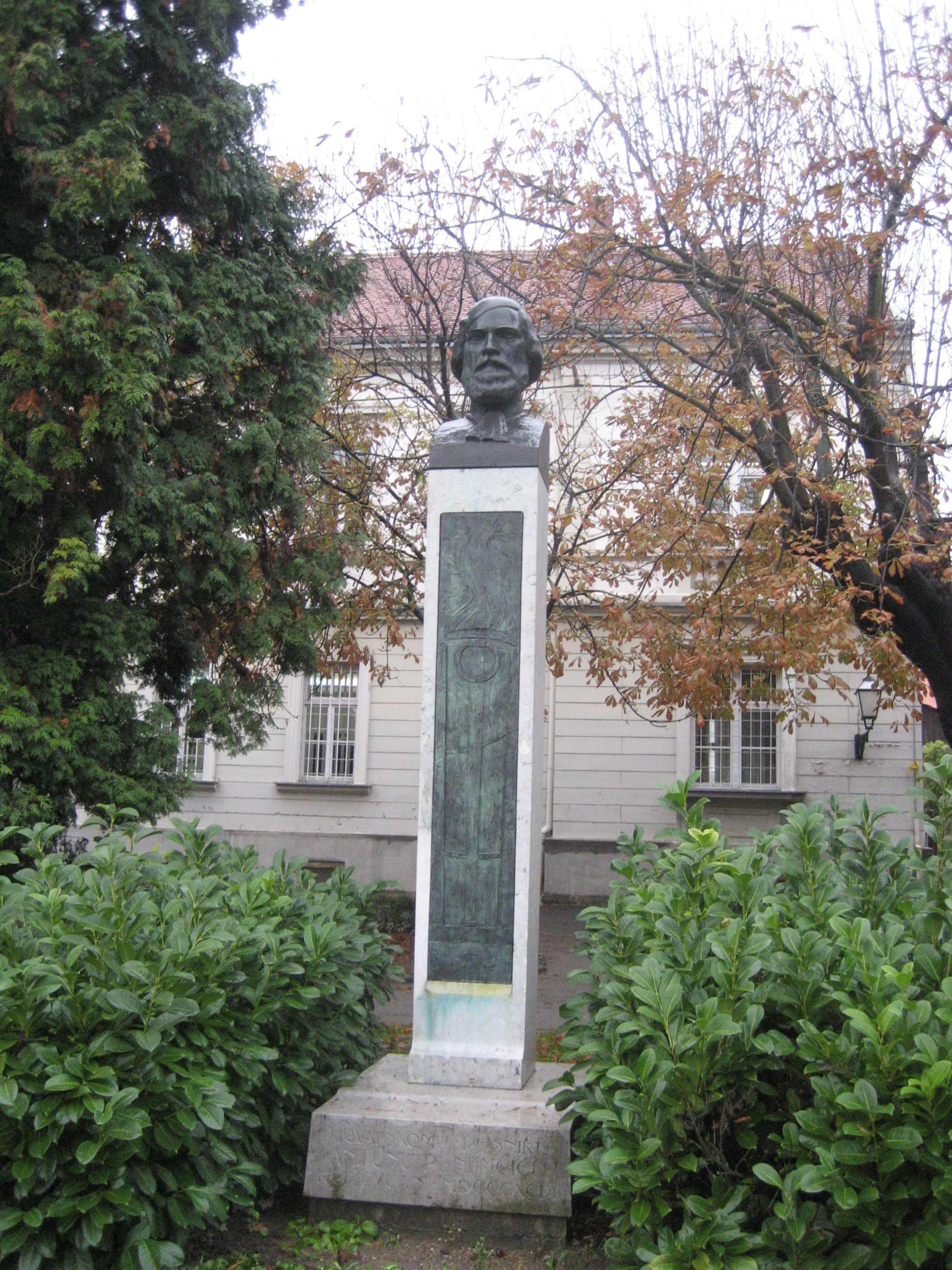
Monumentul lui Antun Nemčić din Križevci

Principala operă literară a lui Nemčić este descrisă ca una dintre puținele care au depășit rolul pragmatic și de trezire al Mișcării Ilirice (în croată Ilirski pokret). Primele sale poezii au fost publicate în Danica ilirska (1839), iar până la moarte a scris mai ales poezii, majoritatea cu teme de dragoste romantică. Acestea au fost adunate postum în cartea Pjesme (Poezii, 1851). Putositnice, scrisă de Nemčić în 1845, este o lucrare canonică a romantismului croat. Este o carte de călătorie modelată pe A Sentimental Journey Through France and Italy (Călătorie sentimentală prin Franța și Italia) a lui Laurence Sterne. Restul lucrărilor lui Nemčić sunt fragmentare și incomplete: a doua parte a Putositnice (Neven, 1852), cinci fragmente din Udes ljudski (Neven, 1854) - una dintre primele încercări ale romanului modern din literatura croată, scrisă și în tradiția anti-mimetică a lui Laurence Sterne - și piesă de teatru de comedie Kvas bez kruha ili Tko će biti veliki sudac? (Neven, 1854), o farsă de succes care ironizează viața politică croată și intrigile electorale. A scris mai multe foiletoane și articole de ziar, precum și o biografie critică denumită Život Tom Blažeka (în cartea Političke pjesme Tom Blažeka, 1848). Nemčić a servit ca model pentru personajul Antun Gostinski, naratorul romanului Ispovijest de  Blaž Lorković (Dragoljub, 1868).
A murit la Križevci.

## Vezi și
- Listă de scriitori croați